# Nepalgańdź
Nepalgańdź (nep. नेपालगञ्ज) – miasto w zachodnim Nepalu; stolica dystryktu Banke. Według danych szacunkowych na rok 2010 liczy 67 632 mieszkańców. Ośrodek przemysłowy.